# Reinhold Gerstetter
Reinhold Gerstetter (* 18. Oktober 1945 in Leonberg) ist ein deutscher Grafiker und Designer. Seine in Deutschland bekanntesten Arbeiten sind die Entwürfe der letzten Serie von DM-Banknoten sowie die Überarbeitung der zweiten Euro-Serie als „Europa-Serie“.

## Lebenslauf
Gerstetter studierte Grafikdesign an der Staatlichen Akademie der Bildenden Künste Stuttgart und arbeitete später im Bereich Werbung in London, Haifa und Berlin. 
Von 1979 bis 2002 war er für die Bundesdruckerei tätig. Dort entwarf er als Chefdesigner behördliches Grafikdesign, Briefmarken und Banknoten (u. a. für Israel, Bolivien und Peru). 1987 wurde Gerstetters Entwurf als Grundlage für die vierte und letzte Banknotenserie der Deutschen Mark ausgewählt, die von 1990 bis Anfang 2002 in Umlauf war. Kurze Zeit später gewann er auch den Gestaltungswettbewerb der Banco de España, die ab 1992 vier Banknotenwerte herausgab, basierend auf Gerstetters Entwürfen. Zwar wurden seine eingereichten Entwürfe für die erste Banknotenserie der Gemeinschaftswährung Euro von der Jury nicht für die Umsetzung ausgewählt, allerdings wurde er mit der Überarbeitung der zweiten Serie der Euro-Banknoten beauftragt, die ab Mai 2013 in Umlauf gekommen ist. Nach eigener Angabe hat Gerstetter die Scheine farbiger gemacht, damit sie freundlicher wirken, die Stahlstichelemente bekamen mehr Tiefe, die Guillochen sind dominanter zu erkennen, und der Bezug auf Europa in der griechischen Mythologie wurde hergestellt.
Gerstetter konvertierte zum Judentum und heiratete eine Jüdin aus Haifa. Seine Tochter Avitall ist Deutschlands erste jüdische Kantorin.

## Werke
Auswahl der von Gerstetter entworfenen Produkte:
Banknoten

Peseta
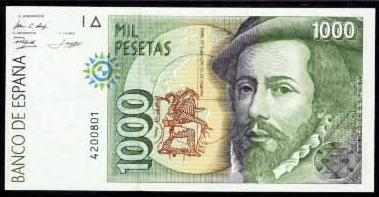
1000-Peseten-Banknote
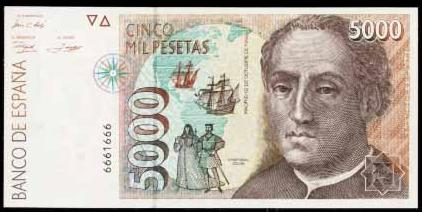
5000-Peseten-Banknote

Zweite Serie der Euro-Banknote
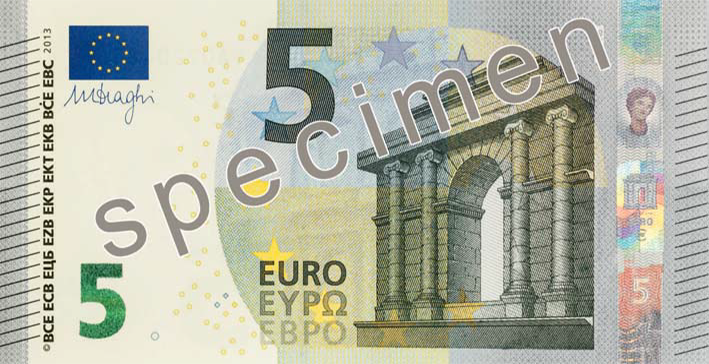
Zweite Serie der 5-Euro-Banknote
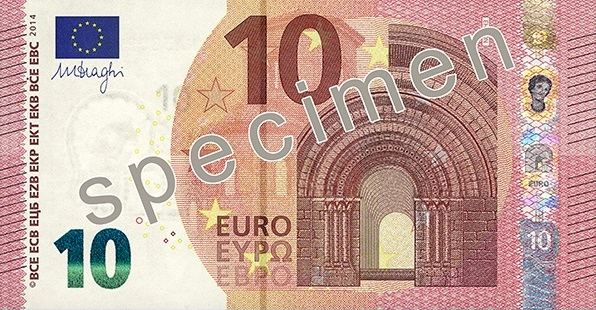
Zweite Serie der 10-Euro-Banknote
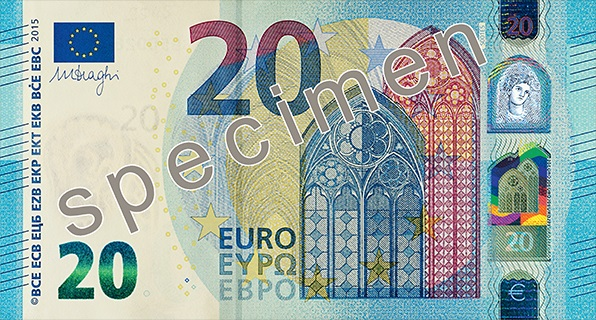
Zweite Serie der 20-Euro-Banknote

Briefmarken

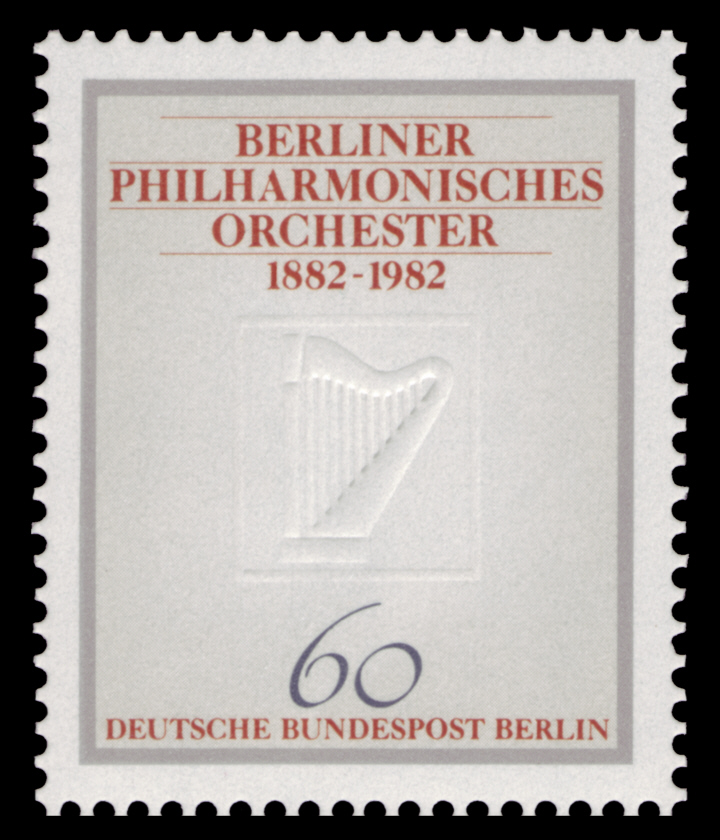
100 Jahre Berliner Philharmonisches Orchester, Wert 60 Pf (15. April 1982)
Briefmarkenserie Historische Straßenpumpen in Berlin um 1900, Wert 50 Pf (13. Januar 1983)
500 Jahre internationale Postverbindungen in Europa, Wert 100 Pf (12. Januar 1990)

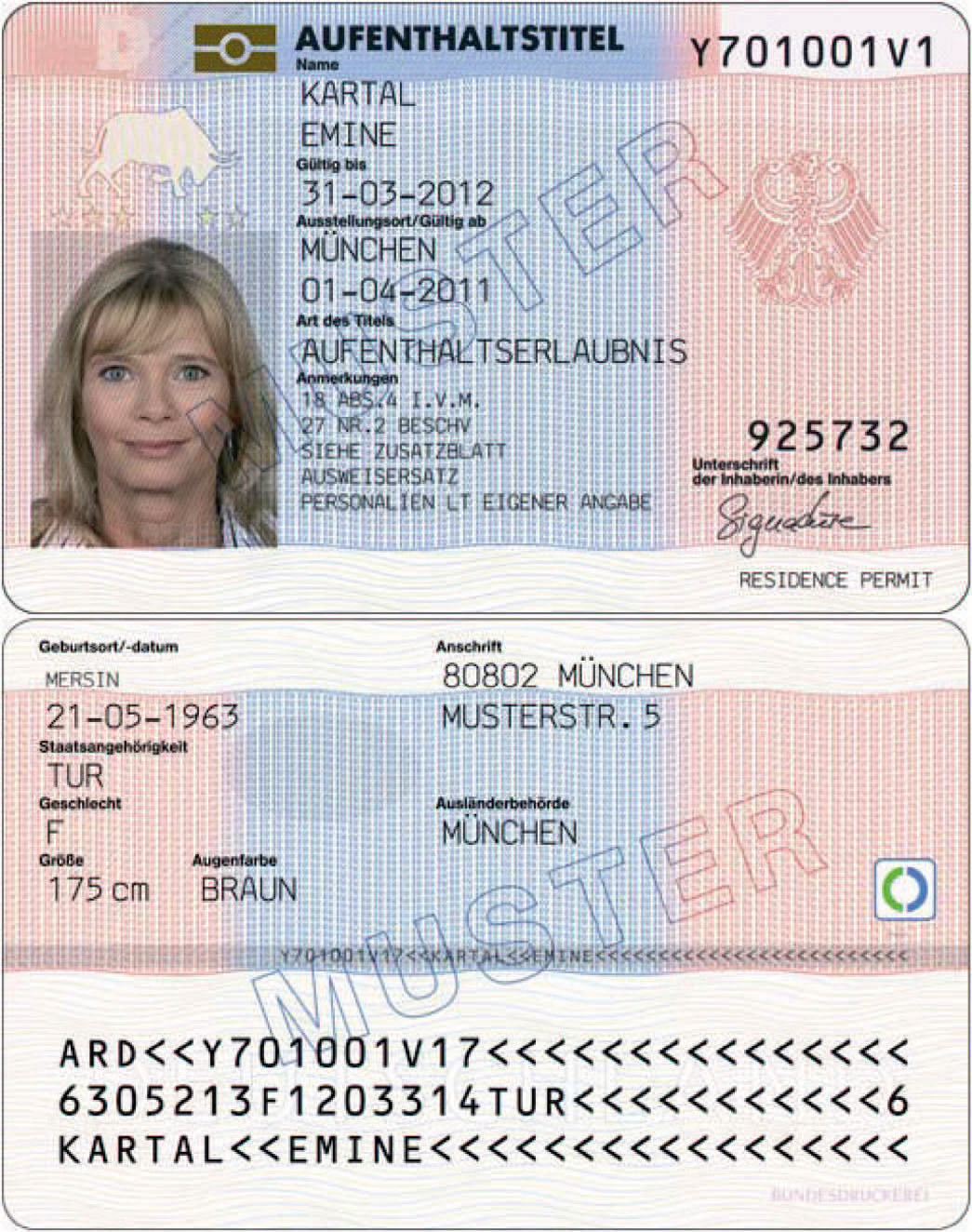
EU-harmonisierter Aufenthaltstitel

Sonstiges